# Comanche (Teksas)
Comanche je grad u američkoj saveznoj državi Teksas. Prema popisu stanovništva iz 2010. u njemu je živjelo 4.335 stanovnika.